# Danity Kane
Danity Kane was een meidengroep die eind 2005 ontstaan is via het MTV-programma Making the Band. De groep ging in 2009 uit elkaar en maakte in 2013 een korte comeback om in 2014 voor de tweede keer uit elkaar te gaan.

## Biografie

### 2005–08: Het begin
In het eerste seizoen van Making The Band had Diddy aan het einde van het seizoen niet het gevoel dat hij de vijf meisjes gevonden had waarmee hij een band kon beginnen dus begon hij opnieuw met talentenjachten door heel het land heen. Wel liet hij Aubrey O'Day, Aundrea Fimbres en Malika Kent doorgaan naar de volgende ronde zodat zij er wel alvast zeker van waren dat ze in het huis met de nieuwe meisjes mochten. Ze waren echter niet zeker dat ze deel zouden uitmaken van de uiteindelijke band. Na enkele afvalrondes viel ook Malika Kent af. Nadat Diddy de overgebleven 11 meiden in 2 groepen had ingedeeld, traden ze als openingsact op voor de Backstreet Boys. In de finale werden Aubrey O'Day, Wanita Woodgett, Shannon Bex, Dawn Richard, en Aundrea Fimbres uiteindelijk gekozen.
De band is vernoemd naar een van de stripfiguurtjes van Dawn. Diddy was erg onder de indruk van haar tekenstijl, zodanig dat hij besliste om de band te vernoemen naar deze stripheldin. Volgens hem straalt deze naam kracht en klasse uit.
Danity Kanes eerste single is Show Stopper en kwam in juli 2006 uit. Hun eerste album DK kwam in de Verenigde Staten uit op 22 augustus 2006 en behaalde al na enkele dagen de platinastatus.
Tijdens het werken aan het tweede album, werden de meiden op de voet gevolgd door de camera's van Making the Band waarbij ze in een huis verbleven met de nieuwe groep Day26, ook afkomstig van Making the Band en Donnie Klang. Op 18 maart 2008 werd hun tweede studioalbum genaamd Welcome to the Dollhouse uitgebracht. "Damaged" was de eerste single afkomstig van dit album. Het behaalde de gouden status in de Verenigde Staten.
Op 28 mei 2008 begon de Making The Band Tour, met als hoofdact Danity Kane. De andere artiesten waren o.a. Day26 en Donnie Klang. De tour heeft geduurd tot en met 9 juni 2008.

### 2008–09: Danity Kane uit elkaar
Op dinsdag 14 oktober 2008 werd in de derde seizoensfinale van Making The Band 4 officieel bekendgemaakt dat Aubrey O'Day geen lid meer is van Danity Kane. Sean 'Diddy' Combs verklaarde dat O'Day niet meer hetzelfde meisje was als aan het begin van de groep en hij haar daarom uit de groep heeft gezet. Meteen gaf ook D. Woods haar mening over de stand van zaken binnen Danity Kane en haar gevoelens, hierdoor werd ook D. Woods uit de groep gezet. Combs gaf wel aan nog wel met D. Woods samen te willen werken, maar dat hij geen toekomst meer voor haar zag binnen Danity Kane.
Hoewel de groep nog enkele keren optrad als trio, daalde begin 2009 door het vertrek van O'Day en D. Woods de boekingen drastisch. Kort daarna begonnen de geruchten dat Shannon kort na het einde van de derde seizoensfinale de band ook had verlaten. Er was geen contact tussen haar en de twee andere overgebleven bandleden, Richard en Fimbres. Toen in een van de afleveringen van Making The Band over een mogelijke hereniging van de bandleden werd gesproken, werd duidelijk dat zij niet langer in de afleveringen van de show te zien wilde zijn. Het was de bedoeling dat Richard, Fimbres en Bex samen met Combs twee nieuwe bandleden zouden gaan zoeken, zodat Danity Kane weer compleet zouden zijn.
Op 16 april 2009 werd een aflevering van Making The Band uitgezonden waarin Combs aan Richard en Fimbres vertelde dat hij een besluit had genomen over de toekomst van de band. Hij gaf aan dat hij officieel Aubrey O'Day, D.Woods, Shannon Bex en ook Aundrea Fimbres uit het contract geschreven had. De reden voor het ontslaan van Fimbres was dat zij een tijd geleden al, toen Danity Kane nog compleet was, had aangegeven niet meer in de band te willen zijn. Hij gaf aan zich ongemakkelijk te voelen als zij bij een nieuwe samenstelling nog deel uit zou maken van de band. Doordat alleen Richard over was gebleven zag Combs het niet zitten om vier nieuwe meiden rondom Richard te zoeken voor een hervorming van Danity Kane. Wel liet Combs Richard een solo platencontract tekenen bij zijn platenmaatschappij.
Enkele weken later werden Combs en alle voormalige leden van Danity Kane uitgenodigd voor een interview op de nationale televisie. Iedereen op Fimbres na ging in op de uitnodiging, waarbij de vier meiden en Combs hun verhaal deden. Hier kwam vooral na voren dat het voor de vijf verschillende jonge meisjes was om hun plek te vinden binnen de groep en hun internationale bekendheid.

### 2013–14: Reünie
In 2013 werd bekendgemaakt dat Danity Kane zonder Woodgett en zonder leiding van Combs een doorstart ging maken. De groep ging toeren, maar in het voorjaar stapte Fimbres uit de band. Fimbres wou meer tijd besteden aan haar gezin. De overige drie meiden besloten als trio verder te gaan. In augustus 2014 werd bekendgemaakt dat O'Day en Richard ruzie hadden gehad tijdens het opnemen van de derde studioalbum, waarbij de twee in een gevecht belandden. Enkele dagen later maakte O'Day en Bex bekend dat de groep voor de tweede keer uit elkaar ging. Eind september 2014 lieten O'Day en Bex weten dat de derde studioalbum toch uitgebracht zou worden.

### 2018–: Reünie 2
In de zomer van 2018 werd bekendgemaakt dat Bex, O'Day en Richard met z'n drieën op tour gingen als Danity Kane. De drie hebben het bijgelegd waar het de vorige keer misging.

## Leden
- Dawn Richard
- Aubrey O'Day (2005–08, 2013–14, 2018–)
- Shannon Bex (2005–09, 2013–14, 2018–19)
- Aundrea Fimbres (2005–09, 2013–14)
- D. Woods (2005–08)